# Jorge Seré
Jorge Fernando Seré Dulcini (Montevideo, 9 luglio 1961) è un ex calciatore uruguaiano, di ruolo portiere.

## Caratteristiche tecniche
Portiere dall'altezza non imponente, aveva una particolare abilità nel parare i rigori.

## Carriera

### Club
Iniziò la carriera a vent'anni nel Danubio, dove trascorse il primo periodo nel calcio professionistico; il Nacional di Roberto Fleitas, ex CT della Nazionale, lo acquistò nel 1988, in seguito al termine della Copa América 1987. Con la squadra della capitale Seré fu protagonista di un periodo ricco di successi, che iniziò con la vittoria in Libertadores nel 1988, proseguì con l'Intercontinentale e con la doppietta Recopa-Interamericana del 1989; in tutte queste occasioni, Seré fu il titolare. Si mise particolarmente in evidenza nell'Intercontinentale, dove giocò un ruolo chiave ai tiri di rigore: i giocatori del PSV, difatti, si videro respingere quattro tiri dal portiere uruguaiano, che permise al Nacional di vincere per 7-6. Nel 1992 vinse il suo primo e unico campionato nazionale, mentre nel 1995 lasciò per la prima volta la propria patria, risolvendosi a trasferirsi in Brasile. La squadra da lui scelta fu il Coritiba, all'epoca militante in Série B; non terminò però la stagione, e tornò in patria, stavolta al Liverpool. Dopo una stagione al Rampla Juniors, si ritirò al termine del Clausura 2000, nuovamente con la maglia del Liverpool.

### Nazionale
Fu convocato per la prima volta nel 1987, e fece il suo debutto il 19 giugno 1987 in una amichevole contro l'Ecuador a Montevideo. Fu poi incluso nella lista dei convocati per la Copa América 1987 dal CT Fleitas; in tale competizione, però, che per la Nazionale uruguaiana fu particolarmente breve (solamente due incontri), Seré venne sopravanzato da Pereira, che giocò entrambe le partite. Analogo accadimento si verificò durante la Copa América 1989; stavolta, il posto da titolare fu ipotecato da Zeoli, che precluse a Seré la possibilità di debuttare in una competizione ufficiale con la maglia della Nazionale.

## Palmarès

### Club

#### Competizioni nazionali
- Campionato uruguaiano: 1

Nacional: 1992

#### Competizioni internazionali
- Coppa Libertadores: 1

Nacional: 1988
- Coppa Intercontinentale: 1

Nacional: 1988
- Recopa Sudamericana: 1

Nacional: 1989
- Coppa Interamericana: 1

Nacional: 1988

### Nazionale
- Coppa America: 1

Argentina 1987

### Individuale
- Equipo Ideal de América: 1

1988